# Исибуми, Итиэй
Итиэй Исибуми (яп. 石踏 一榮 Исибуми Итиэй, род. 1981 года) — японский новеллист. Родился в префектуре Тиба.

## Карьера. Биография
В 2005 году получил спецприз на 17-й премии Fantasia от издательства Fujimi Shobo за лайт-новел DENPACHI. Настоящим дебютом можно считать её выход в виде танкобона в 2006 году. Тогда же вышла в свет и вторая работа автора — SLASH/DOG. Спустя два года, в 2008 году, началась публикация третьего произведения Исибуми High School DxD, во время работы над которым у него скончался отец. Во время написания 20-го тома High School DxD скончалась мать Исибуми.
В 2017 году начал переиздавать произведение SLASH/DOG под новым названием «Падший бог-пёс -SLASHDØG-». Его события происходят за 4 года до завязки High School DxD.
Фанат покемонов, собирает Гандамов, о чём периодически пишет в блоге.
В последнее время читателями всё чаще упоминается как «Бог сисек».

## Список работ
Всё издавалось в Fujimi Fantasia Bunko.
- DENPACHI (Иллюстрации: Юига Сатору, издано в январе 2006) ISBN 978-4-82911-788-0
- SLASH/DOG (Иллюстрации: Ёкомидзо Дайсукэ)
  - SLASH/DOG1 (издано в августе 2006) ISBN 978-4-82911-849-8
- Падший бог-пёс -SLASHDØG- (переиздание) (Иллюстрации: Кикурагэ)
  - «Падший бог-пёс -SLASHDØG- 1» (издано 18 ноября 2017 г.) ISBN 978-4-04-072458-4
  - «Падший бог-пёс -SLASHDØG- 2» (издано 20 марта 2018 г.) ISBN 978-4-04-072459-1
  - «Падший бог-пёс -SLASHDØG- 3» (издано 20 декабря 2018 г.) ISBN 978-4-04-072830-8
- High School DxD (Иллюстрации: Miyama-Zero)
  - «High School DxD 1: Дьявол старого школьного здания» (издано 20 сентября 2008 г.) ISBN 978-4-82913-326-2
  - «High School DxD 2: Сражение с фениксом в школьном здании» (издано 20 декабря 2008 г.) ISBN 978-4-82913-358-3
  - «High School DxD 3: Экскалибур школьного двора в лунном свете» (издано 20 апреля 2009 г.) ISBN 978-4-82913-391-0
  - «High School DxD 4: Вампир закрытой классной комнаты» (издано 20 сентября 2009 г.) ISBN 978-4-82913-427-6
  - «High School DxD 5: Адская кошка тренировочного лагеря в Подземном мире» (выпущен 19 декабря 2009 г.) ISBN 978-4-82913-470-2
  - «High School DxD 6: Святыня позади спортзала» (выпущено 20 марта 2010 г.) ISBN 978-4-82913-500-6
  - «High School DxD 7: Рагнарёк после школы» (выпущено 17 июля 2010 г.) ISBN 978-4-82913-540-2
  - «High School DxD 8: Демоническая работа» (выпущено 17 декабря 2010 г.) ISBN 978-4-82913-593-8
  - «High School DxD 9: Пандемоний во время школьной поездки» (выпущен 20 апреля 2011 г.) ISBN 978-4-82913-628-7
  - «High School DxD 10: Львиное сердце школьного фестиваля» (выпущено 17 сентября 2011 г.) ISBN 978-4-8291-3677-5
  - «High School DxD 11: Уроборос и экзамен на повышение» (выпущен 20 января 2012 г.) ISBN 978-4-8291-3720-8
  - «High School DxD 12: Герои дополнительных занятий» (выпущен 25 апреля 2012 г.) ISBN 978-4-8291-3749-9
  - «High School DxD 13: Исэ, SOS» (Стандартное издание) (выпущен 20 сентября 2012 г.) ISBN 978-4-8291-3798-7
    - «High School DxD 13: Исэ, SOS» (Ограниченное издание) (выпущен 6 сентября 2012 г.) ISBN 978-4-8291-9767-7

  - «High School DxD 14: Волшебники профориентации» (выпущен 19 января 2013 г.) ISBN 978-4-8291-3845-8
  - «High School DxD 15: Темный рыцарь солнечного местечка» (Стандартное издание) (выпущен 20 июня 2013 г.) ISBN 978-4-8291-3898-4
    - «High School DxD 15: Темный рыцарь солнечного местечка» (Ограниченное издание) (выпущен 31 мая 2013 г.) ISBN 978-4-8291-9768-4

  - «High School DxD 16: Дневной бродяга дополнительных занятий» (выпущен 19 октября 2013 г.) ISBN 978-4-0471-2912-2
  - «High School DxD 17: Валькирия преподавательских курсов» (выпущен 20 февраля 2014 г.) ISBN 978-4-0407-0031-1
  - «High School DxD 18: Смешной ангел Рождества» (выпущен 20 июня 2014 г.) ISBN 978-4-0407-0127-1
  - «High School DxD 19: Дюрандаль всеобщих выборов» (выпущен 20 ноября 2015 г.) ISBN 978-4-04-070146-2
  - «High School DxD 20: Белиал карьерной консультации» (выпущен 18 июля 2016 г.) ISBN 978-4-04-070665-8
  - «High School DxD 21: Люцифер свободного посещения» (выпущен 18 марта 2016 г.) ISBN 978-4-04-070666-5
  - «High School DxD 22: Гремори выпускной церемоции» (выпущен 18 марта 2016 г.) ISBN 978-4-04-070965-9
  - «High School DxD 23: Джокер состязания по игре в мяч» (выпущен 20 июля 2017 г.) ISBN 978-4-04-070963-5
  - «High School DxD 24: Мрачный жнец внеклассного обучения» (выпущен 11 ноября 2017 г.) ISBN 978-4-04-072378-5
  - «High School DxD 25: Иггдрасиль летних курсов» (выпущен 20 марта 2018 г.) ISBN 978-4-04-072379-2
- Истинная High School DxD (прямое продолжение) (Иллюстрации: Miyama-Zero)
  - «Истинная High School DxD 1: Валлийский дракон нового семестра» (выпущен 20 июля 2018 г.) ISBN 978-4-04-072825-4
  - «Истинная High School DxD 2: Принцесса разрушения проверки на силу» (выпущен 20 декабря 2018 г.) ISBN 978-4-04-072826-1
  - «Истинная High School DxD 3: Грибной дождик школьной поездки» (выпущен 20 августа 2019 г.) ISBN 978-4-04-072827-8
  - «Истинная High School DxD 4: Королевство решающего сражения и обучения за границей» (выпущен 20 февраля 2020 г.) ISBN 978-4-04-073547-4
- High School DxD DX (короткие рассказы) (Иллюстрации: Miyama-Zero)
  - «High School DxD DX.1: Любовная песня перерождённому ангелу» (Стандартное издание) (издано 20 марта 2015 г.) ISBN 978-4-04-070332-9
    - «High School DxD DX.1: Любовная песня перерождённому ангелу» (Ограниченное издание) (издано 10 марта 2015 г.) ISBN 978-4-04-070312-1

  - «High School DxD DX.2: Поклонение☆драконьему богу — девочке!» (Стандартное издание) (издано 19 декабря 2015 г.) ISBN 978-4-04-070379-4
    - «High School DxD DX.2: Поклонение☆драконьему богу — девочке!» (Ограниченное издание) (издано 9 декабря 2015 г.) ISBN 978-4-04-070402-9

  - «High School DxD DX.3: Крест x Кризис» (издано 19 ноября 2016 г.) ISBN 978-4-04-070964-2
  - «High School DxD DX.4: Студенческий совет и Левиафан» (издано 20 июля 2017 г.) ISBN 978-4-04-072377-8
  - «High School DxD DX.5: Проверка супергероев» (издано 20 марта 2019 г.) ISBN 978-4-04-073163-6
  - «High School DxD DX.6: Демона заказывали?» (издано 19 марта 2021 г.) ISBN 978-4-04-074026-3
  - «High School DxD DX.7: Прародитель — трикстер?!» (издано 19 марта 2022 г.) ISBN 978-4-04-074481-0
- High School D×D: Harem King’s Memorial (издано 20 сентября 2018 г.) (Иллюстрации: Miyama-Zero) ISBN 978-4-04-072828-5
- High School DxD EX (шёл в комплекте с дисками High School DxD BorN)
- High School DxD Zero (шёл в комплекте с дисками High School DxD HerO)